# La despedida (cuento)
La despedida es un cuento del escritor español Ignacio Aldecoa publicado en su obra de relatos Caballo de pica (1961)

## Sinopsis
En una tarde de verano, tres agricultores y una mujer y su sobrina viajan en tren. Los cinco ocupantes mantienen una conversación distante hasta que la monotonía del viaje se interrumpe con la llegada de un nuevo pasajero: Juan, un anciano que se separa por primera vez de María, su mujer.

## Análisis del cuento

### Personajes
Entre las descripciones visuales que inundan la narración de Ignacio Aldecoa, destaca la presencia de siete personajes, cinco de ellos innominados por el narrador. En la primera parte de la narración, aparecen los cinco personajes cuyo nombre desconocemos: tres campesinos y una tía y su sobrina, que ocupan el mismo departamento de un tren y charlan de manera casual, con una bota de vino como único nexo entre todos ellos, y cuyas digresiones dotan de más dinamismo a la estampa. En la segunda parte de la narración, cuando el tren que trasladaba a los cinco viajeros sin nombre se detiene en la estación, aparecen los dos personajes restantes: María y Juan, un matrimonio de ancianos, cuya conversación y "despedida" dan título al relato de Aldecoa. Juan se despedirá por primera vez de María y viajará en el mismo departamento que los cinco personajes anteriores, de manera que con su historia se convierte para ellos y para el lector en un símbolo de vejez, enfermedad, soledad e incertidumbre, algunas de las constantes de la obra de Aldecoa.
El narrador que guía el relato es heterodiegético objetivo, pues es externo a la narración y no se involucra en el interior ni en la subjetividad de los personajes; reproduce el paisaje y la conversación, no los pensamientos de los personajes. 

### Estructura
La estructura del relato da lugar a diferentes interpretaciones:
1. Estructura tradicional: introducción, nudo y desenlace. Responde a la estructura prototípica del género al que pertenece el texto, el cuento. La introducción comprende las primeras descripciones que enmarcan la narración, el nudo abarca las escenas de la conversación y de la llegada de Juan y, por último, el desenlace se corresponde con las palabras finales del anciano.
2. Estructura bimembre. Desde esta perspectiva, la primera parte corresponde con la conversación entre los pasajeros y la segunda, con la llegada de Juan y su conversación con María antes de continuar el trayecto.
3. Otro posible análisis[2] divide el relato en cuatro partes: la primera comprende un periodo descriptivo (del paisaje), la segunda parte contiene la conversación entre los cinco pasajeros, la tercera, de nuevo, comprende otro periodo descriptivo (esta vez de la estación) y, finalmente, la cuarta parte se inicia a partir de la llegada de Juan. La cuarta parte, a su vez, presenta dos subdivisiones: por un lado, la despedida del matrimonio y por otro lado, la interacción del anciano con el resto de pasajeros.

### Simbología del lenguaje
Aldecoa utiliza un lenguaje descriptivo, lleno de sonoridad y de adjetivación, acorde con la monotonía y el aburrimiento que sienten los pasajeros del tren ("el sol era un reloj y una salmodia", "cansino aburrimiento", "letanía", "hermetismo", "ruina erguida", etc.).
Además de la adjetivación, las constantes enumeraciones ("y después se atusó el pelo de recién levantada, alborotado, mate, espartoso", "de los aleros del pardo tejado colgaba un encaje de madera ceniciento, roto, flecoso", "tenía una mirada lenta, reflexiva, rastreadora"), las comparaciones ("y su quepis rojo era una cresta irritada entre las garras, boinas y pañuelos negros", "sus ojos húmedos y negros como limacos") y las repeticiones ("la enfermedad..., la labor..., la tierra..., la falta de dinero...; la enfermedad, la labor, la tierra, la enfermedad, la labor, la enfermedad") son otros ejemplos de cómo se recrea la lentitud temporal a través del lenguaje.
El lenguaje denso conecta con otro de los protagonistas del relato: el tiempo. El tiempo, que pasa lento y provoca impaciencia en los personajes que esperan, se ve reflejado en las preguntas de la chica joven, en el movimiento del tren y en la despedida de los ancianos. La monotonía que genera la lentitud solo se ve interrumpida gracias a la intervención de dos personajes: la chica joven, que actúa fresca y espontáneamente, y Juan, cuya llegada despierta la curiosidad del resto de viajeros y del lector. Se establece una similitud entre el ritmo del ferrocarril y la vida: el traqueteo lento del tren, al igual que la rutina y lo cotidiano, son monótonos. 